# Bastelicaccia
Bastelicaccia (en cors Bastilicaccia) és un municipi francès, situat a la regió de Còrsega, al departament de Còrsega del Sud. L'any 2006 tenia 3.600 habitants.

## Demografia
| 1962 | 1968 | 1975 | 1982 | 1990 | 1999 | 2004 |
| ---- | ---- | ---- | ---- | ---- | ---- | ---- |
| 705  | 779  | 887  | 1504 | 2072 | 2769 | 3063 |

## Administració
| Període   | Identitat      | Partit                    | Qualitat |
| --------- | -------------- | ------------------------- | -------- |
| 2008-2014 | Antoine Ottavi | Pour une Corse de Progrés |          |